# Hünenbett Kremzow
Das Hünenbett Kremzow ist ein Ost-West-orientiertes Ganggrab mit den Ausmaßen von 34 × 9 Metern in Krępcewo, Woiwodschaft Westpommern.
Das Grab wurde in den 1930er Jahren von Ernst Sprockhoff beschrieben und als Nummer 576 verzeichnet. Heute sind Feldsteine am Westende abgelagert.